# Земна стихія
Земна стихія — це цикл документальних фільмів про трави та рослини, створений спеціально для трансляції в мережі Інтернет. Автором та ведучою є Наталя Земна, в кожному фільмі вона показує рослини й розповідає про їх цілющі властивості у певний період цвітіння.
Цикл знятий на території заповідника «Кам'яні могили» біля села Назарівка (Донецька область, Україна), за винятком фільму «Земна стихія 3», який знятий у Самариній Балці (Донецька область, Україна).
У першому фільмі Наталя Земна декламує свій вірш «Глухота» українською мовою.

## Список фільмів
| № | Хр-ж  | Прем'єра в YouTube | Дата зйомки    | Розглянуті рослини |
| - | ----- | ------------------ | -------------- | --- |
| 1 | 25:00 | 12 липня 2011      | 26 квітня 2010 | мигдаль (лат. Prunus dulcis), барвінок (лат. Vínca), підмаренник чіпкий (лат. Gálium aparíne), терен (лат. Prúnus spinósa), Півники (лат. Íris), валеріана лікарська (лат. Valeriána), сон-трава (лат. Pulsatílla pátens), тюльпан (лат. Túlipa), астрагал (лат. Astragálus), гнойовик білий (лат. Coprinus), горицвіт весняний (лат. Adonis vernalis) та грицики звичайні (лат. Bursae pastoris herba).               |
| 2 | 27:00 | 28 липня 2011      | 14 липня 2011  | материнка звичайна (лат. Origánum vulgáre), вероніка колосиста (лат. Verónica spicáta), оман (лат. Ínula), підмаренник (лат. Gálium), парило звичайне (лат. Agrimónia eupatória), шавлія (лат. Salvia), залізняк бульбистий (Phlómis tubérosa), омег (лат. Cónium), шпорник (лат. Delphínium), собача кропива (лат. Leonúrus), м'яточник чорний (лат. Ballóta nígra) та деревій звичайний (лат. Achilléa millefólium). |
| 3 | 21:15 | 9 серпня 2011      | 14 липня 2011  | пижмо звичайне (лат. Tanacétum vulgáre), петрові батоги звичайні (лат. Cichorium intybus), буркун лікарський (лат. Melilótus officinális) та рожа рожева (лат. Álcea rósea) |
| 4 | 27:00 | 5 вересня 2011     | 22 серпня 2011 | миколайчики польові (лат. Eryngium campestre), кермек широколистий (лат. Limonium platyphyllum), гоніолімон татарський (лат. Goniolimon tataricum), зубчатка звичайна (лат. Odontites vulgaris), ортанта жовта (лат. Orthantha lutea), грудниця волохата (лат. Crinitaria villosa), дорікніум (лат. Dorycnium) та заяча капуста (лат. Sedum maximum)                                                                   |
| 5 | 20:00 | 11 вересня 2011    | 22 серпня 2011 | морква дика (лат. Dáucus caróta), нетреба звичайна (лат. Xanthium strumarium), амброзія полинолиста (лат. Ambrósia artemisiifólia) та гринделія розчепірена (лат. Grindelia squarrosa) |